# Guerra (Texas)
Guerra es un lugar designado por el censo (en inglés, census-designated place, CDP) ubicado en el condado de Jim Hogg, Texas, Estados Unidos. Según el censo de 2020, tiene una población de 3 habitantes.

## Geografía
La localidad está ubicada en las coordenadas 26°52′57″N 98°53′42″O / 26.88250, -98.89500. Según la Oficina del Censo de los Estados Unidos, tiene una superficie de 0.54 km², correspondientes en su totalidad a tierra firme.

## Demografía
Según el censo de 2020, en ese momento había 3 personas residiendo en la localidad. La densidad de población era de 5.6 hab./km². El 33.33% de los habitantes era de otra raza y el 66.67% eran de una mezcla de razas. La totalidad de los habitantes eran hispanos o latinos.